# Musée Gardiner
Pour les articles homonymes, voir Gardiner.
Le musée Gardiner (en anglais Gardiner Museum) est le seul musée canadien entièrement consacré à l'art de la céramique. Il est situé dans Queen's Park juste au sud de Bloor Street à Toronto, en face du Musée royal de l'Ontario. Il est affilié à l'association des musées canadiens, au réseau canadien d'information sur le patrimoine et au Musée virtuel du Canada.

## Histoire
Le musée a été fondé en 1984 par George R. Gardiner et sa femme Helen Gardiner. Les plans du musée ont été conçus par Keith Wagland. Le musée a subi une rénovation de 20 millions de dollars canadiens et a rouvert en août 2006.

## Collections
Le musée possède une collection permanente de plus de 2900 pièces, comprenant des pièces d'Amérique précolombienne, de la renaissance italienne, des porcelaines (dont des trembleuses) anglaises, françaises, chinoises, japonaises ou d'autres pays européens ainsi qu'une galerie d'art contemporain.

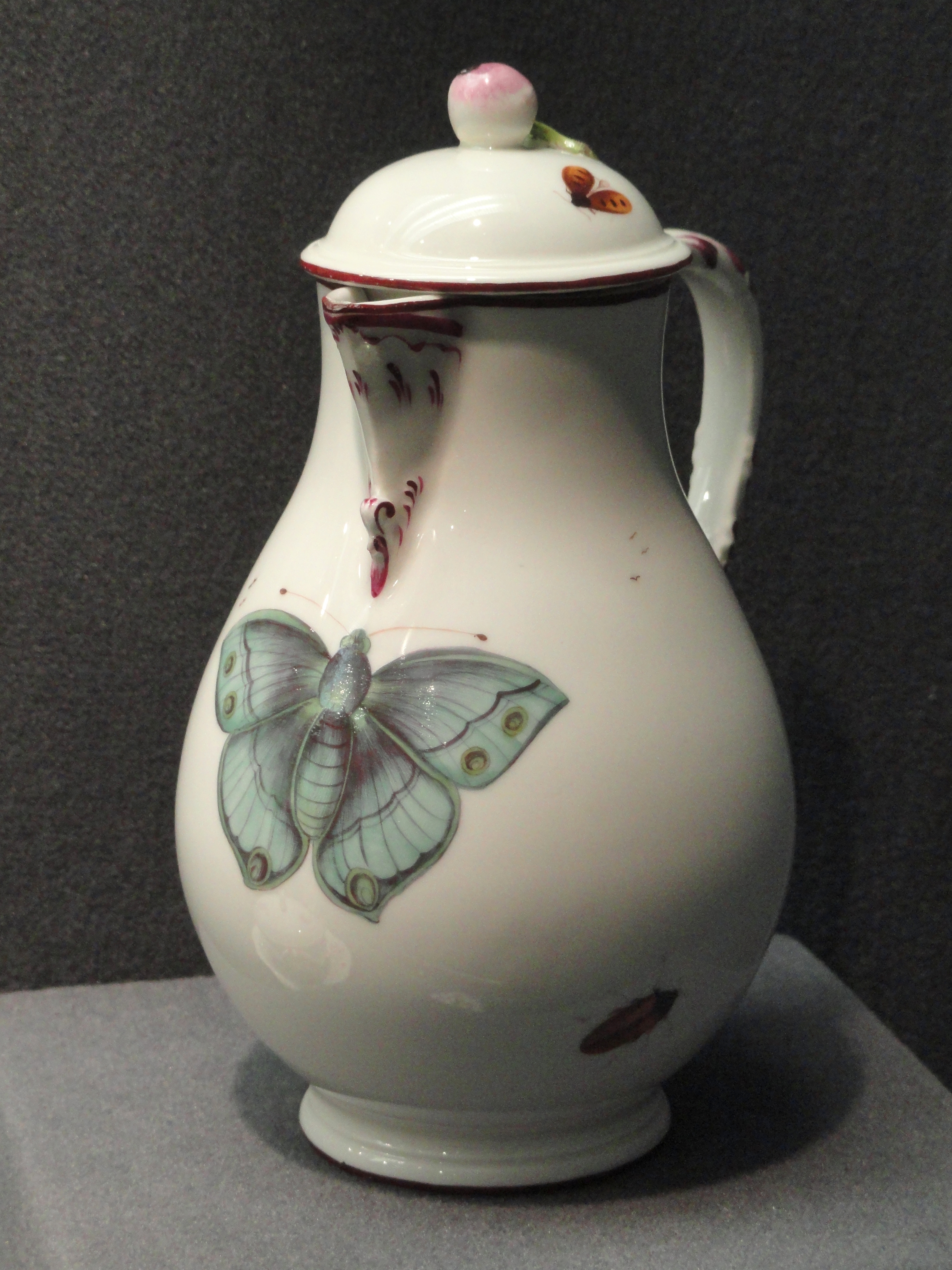
Pot à lait, porcelaine de Niderviller, vers 1775.

## Expositions
En plus de ses collections permanentes, le musée présente trois expositions temporaires par année. Il organise également des conférences, ainsi que des cours de poterie pour enfants et pour adultes.

## Sources
- (en) Cet article est partiellement ou en totalité issu de l’article de Wikipédia en anglais intitulé « Gardiner Museum » (voir la liste des auteurs).